# Jean Prouff
Jean Prouff (Peillac, 12 september 1919 – aldaar, 12 februari 2008) was een Franse voetballer en voetbalcoach. Hij speelde als middenvelder en was zeventienvoudig Frans international. Hij speelde een 200-tal wedstrijden in de Franse hoogste klasse, waarin hij een zeventigtal keer scoorde.
Hij speelde in zijn jeugd bij diverse clubs. Halverwege de jaren 30 was hij actief als amateur bij Stade Rennais. In 1936 trok hij naar La Sainte-Pierre de Nantes. Vlak voor de Tweede Wereldoorlog ging hij spelen voor SC Fives. Halverwege de oorlog trok hij weer naar Stade Rennais. In 1948 ging hij spelen voor Stade de Reims, waarmee hij 1949 Frans kampioen werd.
Van april 1946 tot oktober 1949 speelde hij 17 maal voor de Franse nationale ploeg. Hij scoorde eenmaal als international.
Hij verliet Reims in 1950 om een half jaar bij FC Rouen te spelen. Daarna keerde hij voor twee jaar terug naar Reims. In 1952 ten slotte ging hij nog een jaar spelen voor SM Caen als speler-trainer. Het jaar erna werd hij speler en trainer bij AS Aix.
In 1954 stopte hij als speler, maar hij bleef in Frankrijk actief als trainer. Hij trainde in de rest van de jaren vijftig achtereenvolgens nog En Avant de Guingamp, US Boulogne en Red Star FC.
In 1960 werd hij trainer van de Poolse olympische voetbalploeg, om later dat jaar trainer te worden van de nationale ploeg van Gabon. In 1961 werd hij trainer in Philippeville. Daarna werd hij trainer van het Belgische Standard Luik. Met Standard bereikte hij in 1962 de halve finale van de Europese Beker voor Landskampioenen en werd hij in 1962/63 Belgisch landskampioen. Van 1964 tot 1972 was hij trainer van Stade Rennais. Met die club pakte hij in 1965 en 1972 de Coupe de France. Daarna trainde hij nog bij US Berné van 1973 tot 1976.